# Zipi y Zape
Zipi y Zape è un fumetto spagnolo, realizzato a partire dal 1948 dal disegnatore José Escobar Saliente. È il secondo fumetto spagnolo più tradotto al mondo. I protagonisti sono due pestiferi bambini gemelli, il primo biondo e il secondo bruno; in ogni storia (solitamente breve) praticano sempre scherzi e diavolerie varie. I loro nomi derivano da "zipizape", che in spagnolo significa "confusione"; odiano studiare e amano il calcio. Nel 2003 sono diventati una serie a cartoni animati, Zip & Zap, di 52 episodi, il quale riprende lo spirito del fumetto, ma è ambientato nel terzo millennio.

## Storia editoriale
Le storie vennero pubblicate da Editorial Bruguera nella rivista antologica Pulgarcito; successivamente ottennero una propria rivista, ZipiZape, che conteneva anche altre serie a fumetti di altri autori. Le strisce furono poi raccolte in volumi. Quando l'editore fallì, il suo catalogo fu acquistato da Ediciones B, attuali proprietari dei diritti sui personaggi. Queste storie classiche sono pubblicate sotto l'etichetta "Colección Olé" e "Super Humor".
Dopo la morte dell'autore la serie continuò a essere realizzata da Juan Carlos Ramis e Joaquín Cera che li hanno portati avanti nel XXI secolo. Le loro storie sono pubblicate direttamente in volumi con l'etichetta "Magos del Humor", e successivamente raccolti negli album "Super Humor" di dimensioni maggiori.

## Cultura di massa

### Serie televisive
- Zip & Zap (2003 - 2005) una serie animata con 52 episodi per ogni episodio di circa 13 minuti. Trasmessa dal 2003 al 2005 all'emittente televisiva spagnola Disney Channel e prodotta da BRB Internacional.

### Adattamenti cinematografici
- Las monstruosas aventuras de Zipi y Zape (2005)
- Zip & Zap e il club delle biglie (2013)
- Zip e Zap - L'isola del capitano (2016)